# Кіндрашівська-Нова
Кіндраші́вська-Но́ва — вузлова дільнична залізнична станція 5 класу Лиманської дирекції Донецької залізниці.
Розташована в смт Станиця Луганська Щастинського району Луганської області на перетині ліній Граківка — Кіндрашівська-Нова та Довжанська — Кіндрашівська-Нова. Найближчі станції: Городній (18 км), Кіндрашівська (4 км), Вільхова (8 км), Новосвітлівський (23 км).
Станцію відкрито у 1940 році у складі лінії Валуйки — Кіндрашівська.
Через військову агресію Росії на сході України транспортне сполучення припинене.
29 травня 2016 року рух поїздів відновлено, лінією Валуйки — Кіндрашівська почав курсувати приміський поїзд Кіндрашівська-Нова — Лантратівка.